# Марадона, Уго
Уго Эрнан Марадона, также известный как Эль Турко (исп. Hugo Hernán Maradona; El Turco; 9 мая 1969[…], Ланус, Буэнос-Айрес — 28 декабря 2021, Монте-ди-Прочида, Кампания) — аргентинский футбольный тренер и бывший игрок, брат чемпиона мира 1986 года Диего Марадоны. Уго Марадона играл за различные клубы в Южной Америке, Европе, Японии и Канаде, выступал за юношескую сборную Аргентины.

## Карьера
Уго Марадона родился в Ланусе, он является самым молодым и одним из двух менее известных братьев Диего Марадоны (другой — Рауль Марадона). Тем не менее, Уго Марадона смог самостоятельно добиться известности, став популярным игроком в Японии и Италии, а также в родной Аргентине.
В 1985 году Марадона был в составе сборной Аргентины, выступавшей на юношеском чемпионате мира в Китае. В матче группового этапа против Конго он забил два гола и принёс своей команде победу со счётом 4:2, однако Аргентина заняла третье место, проиграв ФРГ по дополнительным показателям.
В 1987 году Уго Марадона был куплен «Асколи», в составе которого он выступал в итальянской Серии А. Эль Турко провёл всего 13 матчей, не забив ни одного гола, и после окончания сезона был продан в испанский «Райо Вальекано». В 1989 году Марадона перешёл в венский «Рапид», а затем отправился в Венесуэлу. В 1992—1998 годах он играл в J-Лиге.
После ухода из футбола Марадона вёл сравнительно спокойный образ жизни в Аргентине.
В 2004 году Уго Марадона переехал в Пуэрто-Рико, где стал участником программы футбольной федерации страны по популяризации спорта среди пуэрториканцев. Он стал главным тренером «Пуэрто-Рико Айлендерс» из американского Первого дивизиона USL.
Он умер 28 декабря 2021 года от сердечного приступа в своём доме в Монте-ди-Прочиде, недалеко от Неаполя.